# 毛煜
毛煜，字施伯，江西南昌府南昌縣人，明朝政治人物、進士出身。
鄉試二十六名。洪武四年，會試第六十五名，易经科登進士二甲第十五名，授工部主事。